# 屈韦尔尼翁
屈韦尔尼翁（法語：Cuvergnon，法語發音：[kyvɛʁɲɔ̃]）是法国瓦兹省的一个市镇，位于该省东南部，属于桑利斯区。

## 地理
屈韦尔尼翁（49°10'26"N, 2°59'21"E）面积7.33 平方千米，位于法国上法蘭西大區瓦兹省，该省份为法国北部内陆省份，北起索姆省，西接厄尔省和滨海塞纳省，南至塞纳-马恩省和瓦兹河谷省，东临埃纳省。
与屈韦尔尼翁接壤的市镇（或旧市镇、城区）包括：夸约勒、昂蒂伊、巴尔尼、伊沃尔、瓦卢瓦地区蒂里。

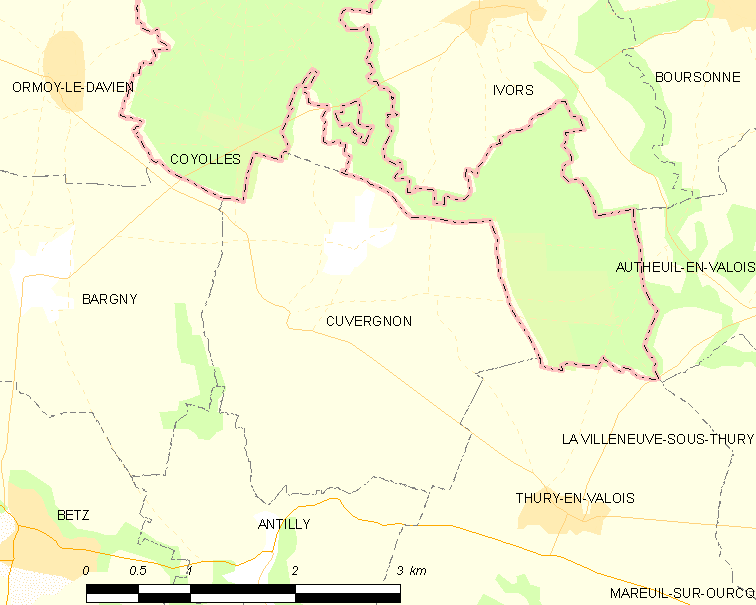
屈韦尔尼翁的OSM定位图

屈韦尔尼翁的时区为UTC+01:00、UTC+02:00（夏令时）。

## 行政
屈韦尔尼翁的邮政编码为60620，INSEE市镇编码为60190。

## 政治
屈韦尔尼翁所属的省级选区为楠特伊勒欧杜安县。

## 人口

1962-2008年间屈韦尔尼翁人口变化图示

屈韦尔尼翁于2022年1月1日时的人口数量为315人。